# 益田あゆみ
益田 あゆみ（ますだ あゆみ、1987年6月6日 - ）は、日本のモデル、タレント。京都府出身。W.Mプロダクション所属。

## 略歴
2013年から2016年にかけて、尼崎競艇場のプロモーションを行うアイドルユニット「Amagami Six」のリーダー（あまがみイエロー）として活動。そこから競艇（ボートレース）との縁ができ、同グループの解散後も競艇関連のテレビ番組やイベントに数多く出演している。また2018年にボーカルグループ「L-efo（エルエフオー）」を結成し、音楽活動も継続して行っている。
通称はまっすん。特技はアイスクリームの早食い。

## 出演
- 『ボートの時間!』（サンテレビ）- ナビゲーター
- 『にっぽん城紀行』（関西テレビ）
- 住之江競艇場『アクアライブステーション』場内MC
- 徳山競艇場『Let'ｓ BOATRACE We Are すなっち～ず!』MC（2023年4月 - ）[4]

## 連載
- サンケイスポーツ大阪本社版『ご褒美いただきまっすん』